# Ersättningstecken

Så här brukar ersättningstecknet se ut.

Ersättningstecken (replacement character) kallas det tecken, som används när en ogiltig teckensekvens återfinns inom ramen för en viss teckenkodning. I Unicode har ersättningstecknet kodpunkten 0xFFFD (decimalt: 65533). Det visas oftast som en svart romb med ett frågetecken i. I din webbläsare ser ersättningstecknet ut så här: �
Ersättningstecken återfinns oftast när en fil har blivit kodad med en viss teckenkodning, men sedan försöker läsas med en annan kodning. Till exempel, om det svenska ordet "smörgås" kodas med ISO-8859-1 så kodas "ö" som byten 0xF6 och "å" som 0xE5. Om man sedan försöker läsa det som UTF-8, så är 0xF6 och 0xE5 ogiltiga byte när de står ensamma, vilket innebär att ersättningstecknet visas istället: "sm�rg�s".
Ibland används även ersättningstecknet för att visa att ett tecken inte finns i ett visst typsnitt, men oftast använder man då istället ett annat tecken, som oftast ser ut som en vit kvadrat eller rektangel, ibland med ett kryss i. Denna symbol finns inte i Unicode. Det kallas ofta för tofu, då maträtten tofu har ett liknande utseende.